# Gratiole
Gratiola
Genre
Classification phylogénétique
Gratiola  (en français, les gratioles) constitue un genre de plantes herbacées annuelles ou vivaces de la famille des Scrofulariacées selon la classification classique, ou de celle des Plantaginacées selon la classification phylogénétique. Certains botanistes le classent dans une famille à part, les Gratiolaceae.

## Étymologie
Le nom vernaculaire de Gratiole est un diminutif de Gratia Dei, « Grâce de Dieu », en référence aux propriétés médicinales de Gratiola officinalis (espèce qui est actuellement considérée comme toxique).

## Espèces
Le genre contient près de 33 espèces, dont :
- Gratiola amphiantha
- Gratiola aurea
- Gratiola brevifolia
- Gratiola ebracteata
- Gratiola flava
- Gratiola floridana
- Gratiola heterosepala
- Gratiola neglecta
- Gratiola officinalis
- Gratiola peruviana
- Gratiola pubescens
- Gratiola quartermaniae
- Gratiola ramosa
- Gratiola virginiana
- Gratiola viscidula

## Synonymes
- Sophronanthe Benth. 1846
- Tragiola J.Small et Pennell 1935